# Konrad II czerski

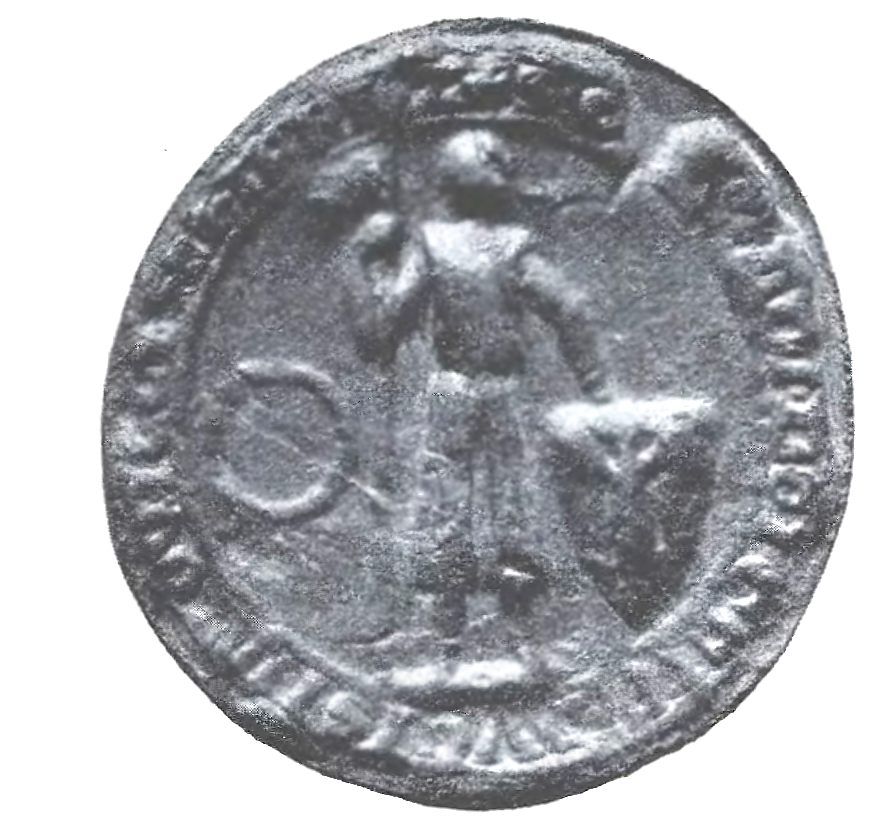
pieczęć Konrada II Czerskiego

Konrad II czerski (ur. ok. 1250, zm. 23 czerwca lub 21 października 1294) – książę mazowiecki w latach 1264–1294, w wyniku podziału 1275 r. książę w Czersku, w 1289 r. książę sandomierski.

## Życiorys
Konrad II był starszym synem księcia mazowieckiego Siemowita I i księżniczki halickiej Perejesławy, córki Daniela Romanowicza. Na kartach historii Konrad po raz pierwszy pojawia się w 1262 r. w związku ze sprawą napadu na Mazowsze wojsk litewskich pod dowództwem Trojnata. Napastnicy zaskoczyli wtedy młodego księcia wraz z ojcem, w niewielkim gródku - Jazdowie. Dotychczasowy władca mazowiecki zginął wówczas, według różnych wersji, w zamieszaniu bitewnym lub zamordowany został przez napastników, podczas gdy Konrad znalazł się na całe dwa lata w litewskiej niewoli.
W związku ze śmiercią Siemowita, na czas niewoli Konrada i małoletności jego młodszego brata Bolesława władzę na Mazowszu objęła regencja kierowana przez księcia wielkopolskiego - Bolesława Pobożnego i matkę książąt mazowieckich - Perejesławę. Samodzielne rządy na Mazowszu Konrad objął dopiero w jakiś czas po powrocie z litewskiej niewoli, zapewne po osiągnięciu szesnastego roku życia.
W polityce zagranicznej Konrad II oparł się z początku na kontynuacji linii rządów ojca, rozpoczynając ścisłą współpracę z księciem małopolskim - Bolesławem Wstydliwym, sieradzkim - Leszkiem Czarnym i wielkopolskim - Bolesławem Pobożnym, angażując się po stronie węgierskiej w wielki europejski konflikt pomiędzy Czechami a Węgrami dotyczący spadku po austriackich Babenbergach. W 1271 r. wziął udział m.in. w wyprawie prowęgierskiej koalicji przeciwko władcy wrocławskiemu Henrykowi Probusowi, by uniemożliwić mu przeprowadzenie akcji udzielenia pomocy królowi czeskiemu - Przemysłowi Ottokarowi II. Podobne znaczenie miała również wyprawa prewencyjna dwa lata później skierowana przeciwko władcy opolskiemu Władysławowi, który przy okazji konfliktu czesko-węgierskiego chciał osiągnąć swoje własne cele - zdobycie tronu krakowskiego - na szczęście jednak dla Bolesława Wstydliwego bez rezultatu.
W 1275 r. za pełnoletniego uznany został brat Konrada - Bolesław, co zmusiło pierworodnego syna Siemowita do wydzielenia mu własnej dzielnicy - części Mazowsza ze stolicą w Płocku. Konrad II zadowolił się wtedy Mazowszem Czerskim. Dokonany podział nie satysfakcjonował Bolesława, co spowodowało między braćmi długotrwały konflikt nie przynoszący żadnej ze stron realnej korzyści, a powodujący tylko znaczne zniszczenie dużych połaci Mazowsza.
7 grudnia 1279 r. zmarł książę małopolski - Bolesław Wstydliwy, przekazując całość swojego dziedzictwa usynowionemu Leszkowi Czarnemu. Wojna domowa na Mazowszu uniemożliwiła Konradowi zgłoszenie pretensji do spadku małopolskiego, pomimo to książę czerski postanowił nie rezygnować nawiązując szerokie kontakty z opozycją przeciwko władzy Leszka w Krakowie i Sandomierzu.
Okazja do zbrojnego wystąpienia przydarzyła się już w 1282 r. Wyprawa zorganizowana przez Konrada zakończyła się jednak pełnym niepowodzeniem, choć wojskom mazowieckim udało się zająć przejściowo Radom i Sandomierz. O wiele lepiej Konrad do wystąpienia był przygotowany w 1285 r., kiedy akcję wojsk władcy Czerska wsparli w Małopolsce buntownicy skupieni wokół możnego rodu Toporczyków. Do decydującego starcia doszło 2 sierpnia 1285 r. w bitwie pod Bugucicami niedaleko Krakowa, gdzie oddziały Konrada doznały druzgocącej klęski, zaś sam władca ratował się ucieczką do Czerska.  
W 1286 roku wraz z posiłkami litewskimi najechał na pozostający pod kontrolą Łokietka gród w Gostyninie.
Śmierć 30 września 1288 Leszka Czarnego otworzyła przed Konradem II nowe możliwości. Tym razem (w przeciwieństwie do sytuacji w 1279 r.) Konrad II, który przebywał właśnie na Rusi u swojego sojusznika Włodzimierza, zareagował błyskawicznie i z pomocą Rusinów wtargnął do Małopolski usiłując zdobyć ją dla siebie. Wśród możnych dzielnicy małopolskiej o wiele bardziej ceniono kandydatury: księcia wrocławskiego - Henryka Probusa i rodzonego brata Konrada - Bolesława II Płockiego. Niemniej Konrad II nie rezygnował i kiedy w 1289 r. zwycięstwo zaczęło coraz bardziej przechylać się na stronę Piasta Śląskiego, zawarł on układ z Bolesławem. Dokładnej treści zawartego wówczas zawieszenia broni nie znamy, choć możemy przypuszczać, że Bolesław II w zamian za rezygnację Konrada z Krakowa, pogodził się z podziałem ojcowizny, dokonanym w 1275 r. oraz zgodził się na jego panowanie w Sandomierszczyźnie. Układ już niebawem okazał się fikcją, gdyż Bolesław z nieznanych przyczyn zrezygnował, pomimo zwycięstwa w bitwie pod Siewierzem, z ubiegania się o tron krakowski, zaś Konrad został wyparty z Sandomierza przez przyrodniego brata Leszka Czarnego - Władysława Łokietka, który wystąpił z własnymi pretensjami do małopolskiego spadku.
Wydarzenia w Małopolsce były już ostatnim przejawem aktywności politycznej Konrada II. Książę czerski zmarł 23 czerwca lub 21 października 1294 r. i został pochowany w Warce, przekazując dziedzictwo po sobie bratu, z którym całe życie walczył. Około 1270 r. Konrad poślubił Jadwigę, córkę księcia legnickiego - Bolesława Rogatki, z którą miał córkę Annę, wydaną za mąż za księcia raciborskiego - Przemysława.
Wywód przodków:

| 4. Konrad I mazowiecki zm. 31 sierpnia 1247        |  |                                          |  |  |                                               |
|                                                    |  | 2. Siemowit I mazowiecki (ok. 1215–1262) |  |  |                                               |
| 5. Agafia Światosławówna zm. 1247                  |  |                                          |  |  |                                               |
|                                                    |  |                                          |  |  | 1. Konrad II czerski zm. 11 października 1294 |
| 6. Daniel ks. halicki zm. 1264                     |  |                                          |  |  |                                               |
|                                                    |  | 3. Perejesława Halicka (?–1283)          |  |  |                                               |
| 7. Anna, córka Mścisława Udałego księcia Nowogrodu |  |                                          |  |  |                                               |
|                                                    |  |                                          |  |  |                                               |